# Бреговски инцидент
Бреговският инцидент (на сръбски: Бреговска афера), наричан също Бреговски въпрос или Бреговска криза, е граничен инцидент между Княжество България и Кралство Сърбия от пролетта на 1884 година, довел до рязко влошаване на отношенията между тях.

## Предистория

### Речна граница
Река Тимок представлява естествена северна граница между тези държави на протежение по права линия от 40 километра (по руслото ок. 50 км) тогава – от устието до с. Вражогърнац (Зайчарски окръг) и 9 километра (с извивките към 18 км) понастоящем – от устието до град Брегово: десният източен-югоизточен бряг на Тимок е на българска територия, а левият западен-северозападен бряг е на сръбска територия.
След Освобождението уреждането на западната българска граница се забавя поради нежеланието на Сърбия да се съобрази с решенията на Европейската делимитационна комисия (ЕДК), приети въз основа на чл. 2 и 36 от Берлинския договор. Сърбия настоява за граница в района на град Кула да служи старото корито (бившата османско-сръбска граница) на р. Тимок, а България държи тя да върви по течението на реката, както е обозначено от ЕДК. Докато текат преговорите, редица български територии остават окупирани от сръбски войски.

### Други проблеми
Отношенията между братските страни не са добри и заради други търкания помежду им. Българската страна подпомага сръбски политически опоненти на крал Милан Обренович – лидери на Радикалната партия начело с политика Никола Пашич, организирали неуспешната Тимошка буна (1883), като ги приема в България и подкрепя тяхната дейност срещу краля.

## Развитие
В основата на спора е промяна в потока на река Тимок. След поредица от разливи на реката нейното русло се измества към сръбския бряг, като отцепен участък от 13,8 декара край Брегово преминава към десния български бряг. На този участък, зает от ливади на управляващата династия Обреновичи и наричан Кралска ливада, е устроен сръбски граничен пост.
Сърбия пренебрегва призивите на България за премахване на сръбския граничен контрол от участъка. На 22 май 1884 г., след като българските официални призиви са се оказали напразни, български войски завземат сръбски граничен пункт при ливадите, владени дотогава от Сърбия, по десния бряг на реката. Сърбия с ултиматум от 24 май изисква освобождаването на сръбския пост, изселване на сръбските политици от граничните със Сърбия райони и извеждане от София на избягалия белградски митрополит Михаил.
Двустранните отношения се обтягат. Сърбия няколко пъти заплашва с война, скъсва дипломатическите си отношения с България и изтегля от София дипломатическия си представител Джордже Симич на 28 май същата 1884 г.
Великите сили посредничат за кратко и оставят спорещите страни да намерят решение помежду си. Едва през 1887 г. със съдействието на Великобритания и Австро-Унгария е постигнато споразумение по Бреговския въпрос.